# Кућа народног хероја Алексе Маркишића
Кућа народног хероја Алексе Маркишића налазе се у склопу западног подручја урбаног ткива, ван најужег градског центра Сокобање у Његошевој улици бр. 20 и 24. Уписана је у листу заштићених споменика културе Републике Србије (ИД бр. СК 760).

## Карактеристике
Кућу са имањем купила је породица Маркишић, пореклом са Љуботиња, доласком у Сокобању 1920. године. Личност Алексе Маркишића као човека напредних схватања, публицисте и адвокатског приправника везана је за сва кључна друштвено политичка збивања не само у Сокобањи, већ и у њеном ширем подручју тридесетих година све до почетка рата, као и у време организовања НОБ-а. У саставу дворишта породице Маркишић налазе се две куће. У кући обележеној бројем 20 живео је Алекса Маркишић о чему сведочи натпис на спомен плочи. Састоји се од подрума и приземља без нарочито издужене спољне архитектуре нити осталих градитељских одлика било које врсте. Друга кућа под бр 24. приближно је истоветних димензија као претходна, с тим што у спољњем изгледу делује као нова са спољним зидовимау фигованој опеци. На фасади стоји медаљон у бронзи са ликом Алексе Маркишића у рељефу.